# Pills 'n' Thrills and Bellyaches
Pills 'n' Thrills and Bellyaches è il terzo album in studio del gruppo musicale britannico Happy Mondays, pubblicato nel 1990.

## Tracce
1. Kinky Afro – 3:59
2. God's Cop – 4:58
3. Donovan – 4:04
4. Grandbag's Funeral – 3:20
5. Loose Fit – 5:07
6. Dennis and Lois – 4:24
7. Bob's Yer Uncle – 5:10
8. Step On (cover di He's Gonna Step On You Again di John Kongos) – 5:17
9. Holiday – 3:28
10. Harmony – 4:01

## Formazione
- Shaun Ryder – voce
- Paul Ryder – basso
- Mark Day – chitarra
- Paul Davis – tastiere
- Gary Whelan – batteria
- Bez